# Jean Gauvin
Pour les articles homonymes, voir Gauvin.
Jean L. Gauvin (1945-2007) est un homme politique canadien.

## Biographie
Jean L. Gauvin est né le 15 novembre 1945 à Inkerman, au Nouveau-Brunswick. Ses parents sont Joseph Gauvin (1900-1987) et Hélène Robichaud (1906-1976).
Il décède subitement d'un arrêt cardiaque le 6 juin 2007, à Bathurst,
Il fut député pour la circonscription Shippagan-Les-Îles, sous la bannière du parti Progressiste-Conservateur, pour trois mandats, soit de 1978 à 1982, de 1982 à 1987 et de 1991 à 1995.
Il occupa divers postes au sein du cabinet du Nouveau-Brunswick, comme Ministre des Pêches de 1978 à 1985 et Ministre de l'Habitation de 1985 à 1987.